# Café & Musique〜路上集3号〜
『Café & Musique〜路上集3号〜』（カフェ・アンド・ミュージック ろじょうしゅう3ごう）は、日本のシンガーソングライター・川嶋あいの3枚目のリメイクアルバム。 2008年4月23日にTSUBASA RECORDS（販売元はソニー・ミュージックディストリビューション）からリリースされた。

## 内容
5th、6thミニアルバムに収録された曲を再びレコーディングして制作されたリメイクアルバム。
テーマは“カフェミュージック”。全曲ボサノバ風のアレンジがなされている。
「オリビアを聴きながら」のカヴァー曲も収録。

## 収録曲
| 全作詞・作曲: 川嶋あい（特記以外）。 |                                                |                      |                      |                     |      |
| #                                    | タイトル                                       | 作詞                 | 作曲・編曲           | 編曲                | 時間 |
| 1.                                   | 「海辺の手紙」                                 | 川嶋あい（特記以外） | 川嶋あい（特記以外） | バンバンバザール    | 4:37 |
| 2.                                   | 「オリビアを聴きながら」(作詞・作曲: 尾崎亜美) | 川嶋あい（特記以外） | 川嶋あい（特記以外） | BOSSANOVA CASSANOVA | 4:30 |
| 3.                                   | 「南十字星」                                   | 川嶋あい（特記以外） | 川嶋あい（特記以外） | Fried Pride         | 5:29 |
| 4.                                   | 「Never stop singing!」                        | 川嶋あい（特記以外） | 川嶋あい（特記以外） | BOSSANOVA CASSANOVA | 3:52 |
| 5.                                   | 「夏を待ちわびて」                             | 川嶋あい（特記以外） | 川嶋あい（特記以外） | バンバンバザール    | 4:54 |
| 6.                                   | 「シャングリラ」                               | 川嶋あい（特記以外） | 川嶋あい（特記以外） | Fried Pride         | 4:12 |
| 7.                                   | 「Ark」                                        | 川嶋あい（特記以外） | 川嶋あい（特記以外） | バンバンバザール    | 4:08 |
| 8.                                   | 「夢の扉」                                     | 川嶋あい（特記以外） | 川嶋あい（特記以外） | BOSSANOVA CASSANOVA | 3:44 |
| 9.                                   | 「一人夏」                                     | 川嶋あい（特記以外） | 川嶋あい（特記以外） | バンバンバザール    | 4:52 |
| 10.                                  | 「twelve seasons 〜4度目の春〜」               | 川嶋あい（特記以外） | 川嶋あい（特記以外） | BOSSANOVA CASSANOVA | 5:31 |
| 11.                                  | 「このままの２人なら」                         | 川嶋あい（特記以外） | 川嶋あい（特記以外） | Fried Pride         | 5:17 |
| 12.                                  | 「Grace (Bonus Track)」                        | 川嶋あい（特記以外） | 川嶋あい（特記以外） | 長澤孝志            | 3:53 |
| 合計時間:                            | 合計時間:                                      | 合計時間:            | 54:59                |                     |      |

### 楽曲解説
1. 海辺の手紙
6thミニアルバム『歌いつづけるから…』より。
2. オリビアを聴きながら
3. 南十字星
6thミニアルバム『歌いつづけるから…』より。
4. Never stop singing!
6thミニアルバム『歌いつづけるから…』より。
5. 夏を待ちわびて
5thミニアルバム『明日を信じて…』より。
6. シャングリラ
5thミニアルバム『明日を信じて…』より。
7. Ark
5thミニアルバム『明日を信じて…』より。
8. 夢の扉
5thミニアルバム『明日を信じて…』より。
9. 一人夏
6thミニアルバム『歌いつづけるから…』より。
10. twelve seasons 〜4度目の春〜
5thミニアルバム『明日を信じて…』より。
11. このままの２人なら
6thミニアルバム『歌いつづけるから…』より。
12. Grace
美容室Grace 30th Anniversary タイアップソング。